# Leo Allatius

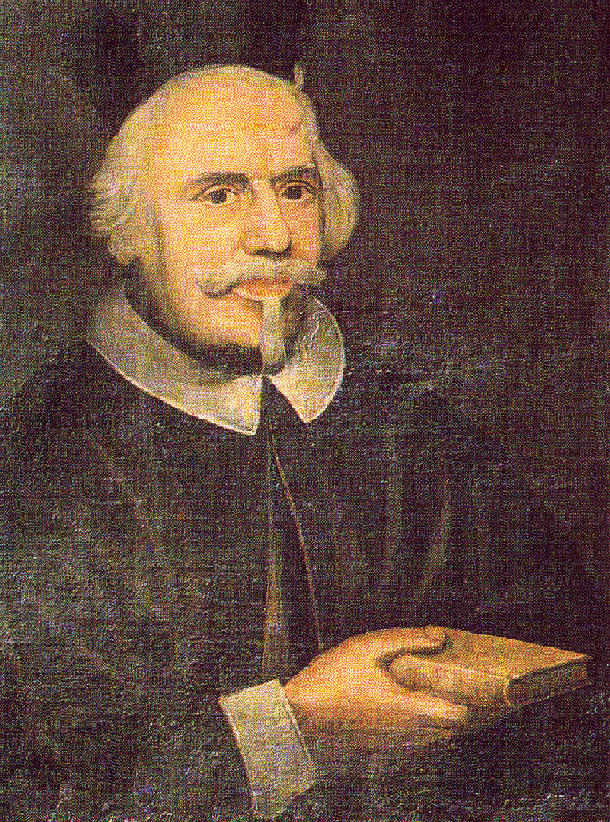
Leo Allatius i Collegio Greco i Rom, samtida målning

Leo Allatius (italienska: Leone Allacci), född omkring 1586 i Chios, nuvarande Grekland, dåvarande Osmanska riket, död 19 januari 1669 i Rom, var en grekisk akademiker och teolog, som konverterade till Katolska kyrkan och blev bibliotekarie vid Vatikanbiblioteket.

## Biografi
Leo Allatius föddes i Chios som ett par årtionden dessförinnan hamnat under Osmanska riket, efter att ha lytt under Genua. Miljön var utpräglat grekisk-ortodox. Han tillbringade uppväxten i Kalabrien och i Rom, studerade vid Collegio Greco i Rom, och undervisade i grekiska. Påve Gregorius XV blev hans beskyddare.
År 1622 förlorade den protestantiske Fredrik V av Pfalz Heidelberg till Johann Tserclaes Tilly, som företrädde Katolska ligan och Maximilian I av Bayern. Som en följd av detta överlämnade Maximilian det enorma pfalziska biblioteket, till påven. Leo Allatius fick i uppdrag att överse transporten av böckerna och handskrifterna, en karavan om 200 mulor över Alperna till Rom, där biblioteket införlivades i Vatikanbiblioteket. Merparten av detta bibliotek ingår ännu i Vatikanens boksamlingar.
Allatius blev personlig bibliotekarie åt kardinal Francesco Barberini, och år 1661 utnämnde påve Alexander VII honom till prefekt över Vatikanbiblioteket, en befattning han kvarblev i till sin död. Under sina sista år samlade han grekiska och syriska handskrifter att utöka biblioteket med.
Den unika bakgrund en som Allatius hade, med rötter i såväl den östliga och västliga världen, gjorde honom högt skattad, och medgav honom en särskild insikt i problematiken runt schismen mellan katolska och ortodoxa kyrkan. Han blev omtalad för att förorda teologisk förståelse för att överbrygga motsättningarna. Av den anledningen utgav han Georgios Akropolites verk 1651, och utgav själv teologiska pamfletter som fick spridning och debatterades.
Han var även en skicklig läkare, och skrev med den utgångspunkten världens första metodologiska översikt över vampyrer, De Graecorum hodie quirundam opinationibus. I sitt verk Drammaturgia gör han en förteckning över samtliga operor och musikdramer som satts upp i Rom till katalogens utgivning, år 1666.
Huvudkällan till Allatius liv är den ofullbordade Leonis Allatii vita av Stephanus Gradi.